# Pine Ridge at Crestwood
Pine Ridge at Crestwood és una concentració de població designada pel cens dels Estats Units a l'estat de Nova Jersey. Segons el cens del 2000 tenia 2.025 habitants.

## Demografia
Segons el cens del 2000, Pine Ridge at Crestwood tenia 2.025 habitants, 1.367 habitatges, i 567 famílies. La densitat de població era de 457,2 habitants/km².
Dels 1.367 habitatges en un 0% hi vivien nens de menys de 18 anys, en un 34,8% hi vivien parelles casades, en un 5,6% dones solteres, i en un 58,5% no eren unitats familiars. En el 55,4% dels habitatges hi vivien persones soles el 48,3% de les quals corresponia a persones de 65 anys o més que vivien soles. El nombre mitjà de persones vivint en cada habitatge era d'1,48 i el nombre mitjà de persones que vivien en cada família era de 2,07.
Per edats la població es repartia de la següent manera: un 0,2% tenia menys de 18 anys, un 0,4% entre 18 i 24, un 2,2% entre 25 i 44, un 17,7% de 45 a 60 i un 79,5% 65 anys o més.
L'edat mediana era de 75 anys. Per cada 100 dones de 18 o més anys hi havia 62,3 homes.
La renda mediana per habitatge era de 22.019 $ i la renda mediana per família de 27.750 $. Els homes tenien una renda mediana de 16.094 $ mentre que les dones 31.071 $. La renda per capita de la població era de 20.320 $. Aproximadament el 5,7% de les famílies i el 5,7% de la població estaven per davall del llindar de pobresa.

## Poblacions més properes
El següent diagrama mostra les poblacions més properes.